# 水野愛
水野 愛（みずの あい、1974年10月11日 - ）は、日本の元AV女優。

## 略歴
1994年に「森下香織」名義でグラビアデビュー。2冊のヌード写真集「熱視線」と「美少女幻想」をリリース。同年に「香坂奈々」に改名しAVデビューを飾る。同名義では数本のアダルトビデオをリリースした後、「水野愛」に改名し再度AVデビューを飾った。
「ソコが抜きどころ/水野愛」（1994年）のパッケージに、現役レースクィーンデビューとの表記あり。

## 人物
異なるプロフィールがいくつかある。
- 「ワイセツな唇/香坂奈々」（1994年）のケース裏面のプロフィールでは、T:165、体重:46kg、B:84・W:58・H:86としている[2]。
- 「ソコが抜きどころ/水野愛」（1994年）のケース裏面のプロフィールでは、T:165、B:83（C-65）・W:58・H:85としている[1]。

趣味:ショッピング、カラオケ。
特技:編み物。

## 出演作品

### アダルトビデオ
香坂奈々 名義
1994年
- ワイセツな唇 香坂奈々（4月8日、アリスJAPAN KA-1643）※デビュー作
- エクスタシーバージン 香坂奈々（5月13日、アリスJAPAN KA-1649）
- ただヤリたくなるの 香坂奈々（6月17日、マックス・エー XS-2055）
- ピクピクしちゃった（?、ロマンス RO-2306）

1995年
- more max 豹女達の午後 鈴木真里亜 相川里美 小田なるみ 香坂奈々 ほか（7月7日、マックス・エー XS-2101）全10名
- 噂の快楽ヴィーナス 香坂奈々（9月15日、サクセス・ビデオ・コミュニティー SVC-3105）※「ワイセツな唇」を再編集したもの
- more max特別編 日吉亜衣 鈴木真里亜 小田なるみ 香坂奈々 ほか（11月6日、マックス・エー XS-2114）全6名

水野愛 名義
1994年
- ソコが抜きどころ 水野愛（7月26日、KUKI JF232）※デビュー作 - '94 現役レースクィーンデビューとの表記あり[1]
- おねだり愛ちゃん 水野愛（8月22日、笠倉出版社 CAV35-25）
- お嬢様の舌技 水野愛（9月19日、笠倉出版社 CAV35-31）
- 令嬢教師 汚れた課外授業 水野愛（10月18日、KUKI JF250）
- ヌキ・サシならぬ女たち 愛人戦争 小森まみ 水野愛 浅倉舞 麻生菜月（11月30日、h.m.p/エイトマン OE-009）全4名
- 美畜監禁・愛 水野愛（12月17日、KUKI JF263）

1995年
- エロティック・サスペンス 死ぬか、イクか？！（1月11日、h.m.p/エイトマン IE-001）全5名
- VINLハウスの果実たち Vol.2（1月14日、KUKI JF269）全8名
- お嬢様は奴隷教師 水野愛（1月20日、サクセス・ビデオ・コミュニティー SVC-3119）※「令嬢教師」を再編集したもの
- 極上エロ・ボディー 本気でイカせてもらいます 水野愛（2月5日、芳友舎 DTV-161）※「エロティック・サスペンス 死ぬか、イクか？！」の再編集廉価版
- 義姉の生下着 6 水野愛（2月18日、KUKI JF277）
  - 義姉の生下着 6 水野愛（1996年1月30日、KUKI SLK-017） - 書籍流通版
- オフィス奴隷 2 美人女社長の密戯 水野愛（3月18日、KUKI JF283）
  - オフィス奴隷 2 水野愛（1996年3月10日、KUKI SLK-018） - 書籍流通版
- サディスティック・女豹 水野愛（4月19日、KUKI JF289）
- 極限レイプ 美女監禁 水野愛（5月10日、サクセス・ビデオ・コミュニティー SVC-3132）※「美畜監禁・愛」を再編集したもの
- スチュワーデス暴虐レイプ 水野愛（5月18日、KUKI JF295）
- AVアイドル四姉妹物語 	水野愛 可愛ゆう 岡崎美女 杉本ゆみか（6月8日、KUKI JF298）全4名
- 魔性の誘惑 水野愛（7月20日、KUKI JF305）
- ぐしょ濡れサーキット 水野愛（8月4日、サクセス・ビデオ・コミュニティー SVC-3142）※「ソコが抜きどころ」を再編集したもの
- 堕落・水野愛 美人レースクイーンの痴態（8月20日、KUKI JF309）
- トップアイドル特選名場面集 過激レイプコレクション 橘ますみ・新堂有望・飯島恋・小林ひとみ・庄司みゆき・小田なるみ ほか（8月25日、二見書房 MV-116）
- あぶない放課後 新・女教師スペシャル 水野愛（9月12日、V＆Rプランニング VO-147）
- エロティック・ミステリー 阿久津家の人々 水野愛 葉山美妃 中原美佑（10月1日、h.m.p/エイトマン IE-009）全3名
- ランジェリー・ドール 2 密室の訪問販売 水野愛（10月19日、KUKI JF317）
- 被虐のナース 水野愛（11月18日、KUKI JF320）
- エロすぐり8連発!! AVアイドル大集合!（12月14日、h.m.p/エイトマン IE-012）全8名
- AVアイドル悪女物語 2 性欲魔のトライアングル痴帯 水野愛 麻宮淳子 有森麗（12月19日、KUKI JF326）全3名

1996年
- VINLハウスの果実たち Vol.4（1月13日、KUKI JF330）全8名
- 麗獣KISS 水野愛 瀬名さくら（1月18日、KUKI JF332）
- 水野愛でございます！！（2月17日、KUKI JF338）
- 略奪SEXゲーム メス狩り 青島つかさ 松本富海 水野愛（2月29日、h.m.p/エイトマン NE-002）全3名
- スーパーAVアイドル伝説 水野愛（3月14日、KUKI JF343）
- 狂ってしまえ！ 水野愛（4月12日、V＆Rプランニング VO-153）
- スーパーAVアイドル伝説 水野愛 2（4月13日、KUKI JF349）
- スキャンダル SPECIAL 不良債権の女 水野愛（4月19日、シネマジック VS-409）
- 新・咥え上手な乙女たち 3（7月5日、シネマジック GA-44）全7名
- エロすぐり8連発！！極上娘喰いまくり編（12月19日、h.m.p/エイトマン NE-012）全8名
- 被虐のマドンナたち 細川百合子・篠宮知世・水野愛・栗田もも・宮木汐音（シネマジック JRPP-018）全5名

1997年
- アダルトBESTヒット1996 1 橘未稀 水野愛 川浜なつみ ほか（1月1日、コスモス CFB-101）
- アダルトBESTヒット1996 2 城麻美 里中あやか 水野愛 瀬名さくら ほか（1月1日、コスモス CFB-102）
- アダルトBESTヒット1996 5 三枝美憂 水野愛 桜樹ルイ 三原夕香 光月夜也 ほか（1月1日、コスモス CFB-105）
- ベスト・オブ・シネマジック 被虐の天使たち'96（4月4日、シネマジック VS-457）全13名
- KUKI・アダルトヒット大全集豪華版 女優編（4月16日、KUKI QX400）全11名

1998年
- Play Back 水野愛（6月19日、KUKI KDV007）
  - Play Back 水野愛（2001年4月27日、KUKI KDH-006） - リニューアル版
- 緊縛事件簿スペシャル 事件の女たち（8月28日、シネマジック VS-527）全4名
- 愛・リセット 水野愛（9月28日、KUKI JF501）
  - 愛・リセット 水野愛（2001年12月15日、KUKI KDH-012） - リニューアル版
- ENDLESS LOVE 水野愛（10月23日、KUKI JF505）
- ソコが抜きどころ 最終章 水野愛（11月24日、KUKI JF510）

1999年
- KUKI 20th Anniversary（10月15日、KUKI KDV079）全15名
- 「痴」女優 11 水野愛（12月4日、ワープエンタテインメント CHD-011）

2000年
- KUKI BEST COLLECTIONS Vol.3 本城小百合 水野愛 川浜なつみ しいな純菜 流星ラム（1月1日、KUKI KDE088）全5名
  - KUKI BEST COLLECTIONS Vol.3 本城小百合 水野愛 川浜なつみ しいな純菜 流星ラム（4月14日、KUKI KDV088）全5名
  - KUKI BEST COLLECTIONS Vol.3 本城小百合 水野愛 川浜なつみ しいな純菜 流星ラム（2001年2月23日、KUKI KDH085）全5名
- ドリームシャワー 20 水野愛（5月3日、ワープエンタテインメント BTD-020）
  - ドリームシャワー 20 復刻版 水野愛（2009年11月5日、ワープエンタテインメント DISC-20）

2001年
- AV30人祭（12月14日、笠倉出版社 NOV-2319）全30名

2002年
- audition girls ver.02（7月19日、イーコンプレックス ECD-053）
- Star Doubles 6 水森かづは 水野愛（10月17日、ワープエンタテインメント DBD-006）

2003年
- 不良債権の女 水野愛 憂花かすみ（9月26日、シネマジック DD-074）※「不良債権の女/水野愛」「損失補填の女/憂花かすみ」を収録

2005年
- 密着水野愛24時間 清楚なお姉さんの秘密のプライベート昼と夜（8月1日、anpim ANP-1）

2006年以降
- スマックアップマニア2枚組8時間（2006年8月11日、ディースリー SMU-064）多数出演
- 極限ファック…イクまでやめない女たち（2007年10月31日、ビデオバンク BNDV-80019）多数出演 ※「エロティック・サスペンス 死ぬか、イクか？！/水野愛」と「イクも天国、ハテるも極楽/氷高小夜」を収録
- 復刻セレクション スーパーAVアイドル伝説 水野愛（2010年6月11日、KUKI KK198）
- 復刻セレクション スーパーAVアイドル伝説 2 水野愛（2010年6月11日、KUKI KK199）

発売年不明
- FACE 08 僕の知らない彼女の素顔（アウダースジャパン FA-008）VHS ※「水野あい」名義
- バニーなお姉さん 2 水野愛（ダイレクトライン BO-02）VHS
- GO！GO！GIRLのハメ撮りParadise 水野愛 渡部あり（スキャンダルプロ SP-01）VHS
- 女優ベストセレクション 7 麻生早苗 有賀美穂 水野愛（アバンチュール BZ-007）DVD 全3名

## 書籍

### 写真集
森下香織 名義
- 熱視線 森下香織19歳の夏 堀善郎作品集（1994年8月25日、マドンナ社）撮影:堀善郎 ISBN 9784576941219
- 全裸 中川秀樹写真集 かわいなつみ かとう由梨 憂木瞳 森下香織 ほか（1994年10月25日、竹書房）撮影:中川秀樹 ISBN 9784884759216 全10名
- 美少女幻想 吉岡美奈 森下香織 水谷ケイ ほか（1994年12月9日、スコラ）撮影:野村誠一 ISBN 9784796202374 全10名

水野愛 名義
- ヒップホップ HIPHOP ヒップ・フェチ写真集 水野愛 憂木瞳 工藤ひとみ ほか（1995年8月1日、北欧書房）撮影:田中欣一 ISBN 9784883211982
- ガロ・スキャンダル Vol.3 コスプレ編 栗林知美 竹中なお セイナ 水野愛 ほか（1995年10月25日、海王社）撮影:会田我路 全7名 ISBN 9784877240424
- 水野愛写真集 恋しくて（1999年5月20日、英知出版）撮影:林昭宏 ISBN 9784754212186
- ミニスカマニア 愛蔵版！！　超ミニスカ肉体娘エロスの衝撃！！ 矢吹まりな 水野愛 観月沙織里 岡崎美女 ほか（?、?）
- 愛にあふれるとき 水野愛 北村美樹 白川めぐみ（?、アリスクラブ）撮影:秋葉優 全3名

### 雑誌
森下香織 名義
- BIG4 VOL.12 競写!清水清太郎+野村誠一+小沢忠恭（1994年7月14日、竹書房）
- ザ・ベスト MAGAZINE Special 1994年9月号（ベストセラーズ）
- ベストカメラ 1994年10月号（少年画報社）

香坂奈々 名義
- WEEKLY プレイボーイ 1994年4月26日号（集英社）
- 投稿ニャンニャン写真 1994年5月号（表紙）（サン出版）
- ベストビデオ 1994年6月号（三和出版）
- お隣りのお姉さんドキドキ写真 1994年7月号（サン出版）
- LOVE COLLECTION ラブコレクション Vol.2（1994年7月1日、ワニマガジン）
- ビデオボーイ 1994年8月号（英知出版）

水野愛 名義
- ザ・テンメイ 1995年3月号（竹書房）
- Bejeans 1995年7月1日号、9月1日・15日号（付録:水野愛等身大ポスター）、1996年4月1日号（英知出版）
- URECCO 1995年6月号（ミリオン出版）
- GOKUH 1995年7月号、9月号（付録:水野愛特大ポスター）、10月号、1996年1月号、2月号、11月号、1997年2月号、1999年06月号（英知出版）
- オレンジ通信 1995年7月号（東京三世社）
- SUPERデラPin 1995年08月号、10月号（英知出版）
- TOP TEN MATE 1995年8月号（若生出版）
- Girl Friends 1995年9月号、12月号、1996年2月号（若生出版）
- アップル通信 1995年9月号（三和出版）
- ACTRESS 1995年9月号（リイド社）
- 熱写ボーイ 1995年11月号（東京三世社）
- ビデオ THE ワールド 1995年11月号（コアマガジン）
- Bomberコミック 1995年11月号（ダイアプレス）
- ビデオボーイ 1995年12月号、1996年3月号、1999年1月号（英知出版）
- Girl Friends No.66 1995年12月号（若生出版）
- ベストカメラ 1995年12月号（少年画報社）
- ×10 バイ・テン VOL.6（1995年12月15日、竹書房）
- CD-ROM おとこの遊艶地 VOL.2（1996年1月1日、リイド社）- CD-ROM2枚付
- Gravure Queen’95 グラビア・クィーン（1996年1月15日、東京三世社）
- お尻倶楽部 1996年3月号（三和出版）
- Beppin School 1996年5月号（英知出版）
- SUPER GALS NOW 1996年9月号（巻頭グラビア）（シュベール出版）
- パンストピア No.19（1997年10月10日、日本出版社）
- Dokiッ! 1998年11月号（竹書房）
- デラべっぴん 1999年5月号（英知出版）